# Jean Marmiès
Jean Marmiès (né à Sète le 14 mars 1897) est un entraîneur français de football, qui a officié au FC Sète.

## Biographie
Successeur de Joseph Azema, Jean Marmiès arrive au FC Sète, qui termine dixième en 1936-1937. Lors de la première saison, il amène le club à la troisième place en championnat de France, à trois points du champion et est éliminé en huitièmes-de-finale de la Coupe de France par le Red Star Olympique. 
Lors de la saison suivante, il remporte le championnat 1938-1939 et est demi-finaliste de la Coupe de France, battu par l'Olympique lillois. Il sera remplacé la saison suivante par Louis Cazal.